# Qazim Bodinaku
Qazim Bodinaku (ur. 1893 w Tiranie, zm. 6 kwietnia 1939 w Beracie) – albański polityk i urzędnik państwowy, prefekt Dibry (1925-1926), prefekt Wlory (1925-1927), prefekt Szkodry (1927, 1933-1934), prefekt Elbasanu (1929-1930), prefekt Beratu (1927, 1931-1932, 1935-1939), prefekt Gjirokastry (1932-1933), komendant główny policji (1926).

## Życiorys
Ukończył gimnazjum w Durrës, a następnie podjął pracę sekretarza w Sądzie Apelacyjnym w Tiranie. W latach 1920–1922 pełnił funkcję komendanta policji w Tiranie. W latach 1922–1923 kierował podprefekturą w Shijaku. W latach 1923–1924 kierował podprefekturą Tirany, w 1924 ponownie objął stanowisko komendanta policji stołecznej. Po zamachu stanu zorganizowanym w czerwcu 1924 i przejęciu władzy przez zwolenników Fana Noliego, Bodinaku wyjechał z kraju. Powrócił w styczniu 1925 i ponownie objął funkcję podprefekta Tirany. Od czerwca 1925 kierował prefekturą Wlory, a następnie w latach 1925-1926 prefekturą Dibry. W latach 1927–1939 kierował prefekturami w Szkodrze, Elbasanie, Gjirokastrze i w Beracie. Przez ostatnie lata życia kierował prefekturą w Beracie. W 1936, w liście skierowanym do ministerstwa spraw wewnętrznych przedstawiał dramatyczną sytuację robotników albańskich zatrudnionych we włoskich zakładach petrochemicznych AIPA, sugerując, aby rząd wprowadził instrumenty prawne służące ochronie robotników przed wyzyskiem.
6 kwietnia 1939 zginął w czasie sprzeczki, zastrzelony przez jednego z jego oponentów.
Był żonaty, miał pięć córek.